# 貝瑞塔BM59自動步槍
貝瑞塔BM59是義大利以美國M1加蘭德步槍作基礎研製的自動步槍，發射7.62×51毫米北約標準彈，並以可拆式彈匣供彈。後期的型號更加入了許多現代步槍的元素。

## 發展歷史
二戰過後，義大利決定以M1加蘭德步槍作制式步槍並在當地合法生產。這支步槍在二戰期間已被證明是可靠的，然而步入1950年代後它已被認為是過時的武器。當時義大利軍方亦正打算以一種發射7.62×51毫米北約標準彈的新型步槍以取代M1加蘭德。
為了滿足義大利軍隊的需求，貝瑞塔設計出一種稱作BM59的步槍。而BM59實際上是以M1加蘭德縮小口徑而成，並採用20發可拆式彈匣供彈，亦新增了兩腳架和能對應槍榴彈的消焰器。此槍並加入了全自動射擊功能。
BM59在1959年被正式採用，並在義大利、阿根廷、印尼和摩洛哥的軍隊中服役。而在1980年代初期，其半自動版本亦被出口到美國並賣給一些私人收藏家。最早期的BM59是以美國製的M1加蘭德零件生產的，當中包括了縮小了口徑的槍管。
在1990年，義大利軍方以更先進的貝瑞塔AR70/90突擊步槍取代了BM59，儘管有部份仍然在義大利海軍中服役。
儘管BM59在外型上與M14自動步槍相似，但兩種步槍並沒有直接關聯，相同的只是兩者皆以M1加蘭德步槍作基礎而已。

## 衍生型
BM59具有以下的軍用與民用衍生型：

### 軍用型
- BM-59 Mark I：具有木製槍托和一體化的手槍握把。
- BM-59 Mark II：具有木製槍托和可分離式手槍握把以令武器在全自動射擊能更容易地被控制。
- BM-59 Mark III（別名為BM-59 Ital TA及“高山部隊”）：具金屬製可摺疊式槍托及手槍握把，此型號是針對山地部隊而設計的。
- BM-59 Para：與Mark III型類似，但是針對傘兵而設計的。它具有一根更短的槍管及消焰器。
- BM-59 Mark IV：使用重型槍管及塑料製槍托，為一種班用自動武器。

### 民用型
BM-62和BM-69為數量稀少的民用運動步槍，它並不具槍榴彈發射器和瞄具。詳細資料如下：
- BM-62：使用外觀與20發彈匣相同長度的10發彈匣[4]，只有半自動射擊功能。此型號並不具消焰器和兩腳架[3]。
- BM-69：具消焰器和兩腳架的半自動型。[3]

## 使用國
- 阿尔及利亚[5]
- 阿根廷－於福克蘭戰爭期間投入使用[3]。
- 巴林[5]
- [5]
- 衣索比亞[5]
- 印度尼西亞－由萬隆武器工廠授權生產，命名為SP-1[3]。
- 義大利[5]
- 利比亞[5]
- 摩洛哥[5]
- 奈及利亞－由國防工業公司授權生產[6]。
- 圣马力诺[7]

## 另見
- M1加蘭德步槍
- M14自動步槍
- HK G3自動步槍
- FN FAL自動步槍
- SIG SG 510自動步槍
- AK-47突擊步槍
- M16突擊步槍

## 外部連結
- Beretta BM59 at Modern Firearms